# (2684) Douglas
(2684) Douglas (1981 AD1; 1929 ST; 1939 UF; 1969 UG2; 1978 PM) ist ein ungefähr 16 Kilometer großer Asteroid des äußeren Hauptgürtels, der am 3. Januar 1981 vom US-amerikanischen Astronomen Norman G. Thomas am Lowell-Observatorium, Anderson Mesa Station (Anderson Mesa) in der Nähe von Flagstaff, Arizona (IAU-Code 688) entdeckt wurde. Er gehört zur Eos-Familie, einer Gruppe von Asteroiden, die nach (221) Eos benannt ist.

## Benennung
(2684) Douglas wurde vom Entdecker Norman G. Thomas nach seinem Bruder Douglas B. Thomas benannt, der Physiker am National Institute of Standards and Technology (damals: National Bureau of Standards) war.